# Brigitte Gabriel
Brigitte Gabriel, arabo:بريجيت غابرييل; (nata Hanan Qahwaji; Marjayoun, 21 ottobre 1964), è una giornalista, scrittrice e attivista libanese naturalizzata statunitense, critica dell'Islam. È la fondatrice di ACT for America, un gruppo di difesa che si oppone all'estremismo islamico.

## Biografia
Nata in Libano, nel distretto di Marjuyun da una famiglia di cristiani maroniti, ha  trascorso un'infanzia segnata dalla guerra civile libanese. I militanti musulmani lanciarono un assalto a una base militare libanese vicino alla casa della sua famiglia e distrussero anche la sua casa. Gabriel, che all'epoca aveva dieci anni, subì ferite da schegge nell'attacco. Per i successivi sette anni, lei e i suoi genitori furono costretti a vivere sottoterra in un rifugio antiaereo di 2,4 x 3,0 m con solo una piccola stufa a cherosene, nessun sistema sanitario, senza elettricità o acqua corrente e poco cibo. Gabriel dovette strisciare in un fosso lungo la strada per sfuggire ai cecchini musulmani mentre andava a raccogliere l'acqua da una sorgente vicina.
Nella primavera del 1978, l'esplosione di una bomba fece sì che Gabriel e i suoi genitori rimanessero intrappolati nel loro rifugio per due giorni.  Alla fine furono salvati da tre miliziani cristiani, uno dei quali aveva stretto amicizia con Gabriel prima di essere ucciso da una mina. 
Gabriel ha scritto che nel 1978 uno sconosciuto avvertì la sua famiglia di un imminente attacco da parte di insorti musulmani contro la popolazione cristiana nella sua zona. Tuttavia, l'attacco svenne sventato dall'invasione israeliana del Libano. In seguito, sua madre fu gravemente ferita in un attacco e successivamente portata in cura in un ospedale in Israele. Durante questo periodo, le opinioni di Gabriel sugli israeliani cambiarono quando iniziò a mettere in discussione la propaganda anti-israeliana del Libano a cui aveva assistito da bambina.
Con lo pseudonimo di Nour Saman è stata una delle conduttrici televisive del telegiornale in lingua araba World News, trasmesso dal canale televisivo Middle East Television. Nel 1989 è poi emigrata negli Stati Uniti d'America dove ha fondato un'agenzia che si occupa di produzioni televisive, marketing e pubblicità
Ha raggiunto poi la popolarità grazie a due libri: Because They Hate: A Survivor of Islamic Terror Warns America e They Must Be Stopped: Why We Must Defeat Radical Islam and How We Can Do It in cui critica apertamente l'Islam.

## Posizioni
Gabriel nelle sue dichiarazioni ha detto che l'Islam è la ragione della arretratezza dei paesi arabi, e che insegna il terrorismo. Al fine di promuovere tali opinioni, Gabriel ha fondato l'American Congress For Truth, poi rinominati in ACT! for America Education e ACT! for America, affinché i cittadini possano "senza paura parlare in difesa dell'America, Israele e la civiltà occidentale."
Parla spesso per organizzazioni statunitensi di tendenza conservatrice, come la Heritage Foundation, i Cristiani Uniti per Israele, gli evangelici e gruppi ebraici.
Stephen Lee, il pubblicista di St. Martins Press ha affermato che nonostante il punto di vista "estremo" delle dichiarazioni Gabriel dice "ciò che molti in America stanno pensando, ma hanno paura di dire ad alta voce, per paura di essere etichettati come razzisti, bigotti, islamofobi, o intolleranti."